# 佐里諾韋
46°51′7″N 30°56′54″E / 46.85194°N 30.94833°E
佐里諾韋（烏克蘭語：Зоринове）是位於烏克蘭西南部的村莊，由敖德萨州敖德萨区的多布羅斯拉夫市鎮負責管轄。該村始建於1849年，面積0.64平方公里，海拔高度62米，2001年人口103，人口密度每平方公里160.94人。